# Hess (entreprise)
Ne doit pas être confondu avec Carrosserie Hess.
Hess AG est une entreprise spécialisée dans la production et la vente de luminaires extérieurs, et dans la vente de mobiliers urbains. L’entreprise fait partie du groupe industriel Nordeon.
Hess emploi 180 personnes, basées sur deux sites de production en Allemagne et aux États-Unis, ainsi que dans une filiale commerciale en Suède.

## Histoire de l'entreprise
Willi Hess établit une fonderie en 1948 à Villingen-Schwenningen. La fabrication de luminaires ne débutera qu’à partir de 1974.
En 1997, une usine est créée aux États-Unis, puis est transféré à Gaffney en 2004.
En 2003, Hess créé la première gamme d’éclairage extérieur à LED au monde : Millennio, et la présente au salon « Lightfair » à New York.
En 2007, Hess rachète la société Vulkan, basée à Hanovre. Puis la revend en mars 2013 à Nordeon.
En octobre 2013, les trois sites Hess sont rachetés par le groupe Nordeon.

## Les sites de l'entreprise
- Hess Villingen-Schwenningen (Allemagne) : Maison mère créée en 1948. Fabrication de luminaires extérieurs haut de gamme depuis 1974.

- Hess Gaffney (États-Unis) : Créé en 1997, puis transféré en 2004. Fabrication de luminaires extérieurs haut de gamme.

- Hess Stockholm (Suède) : Filiale commerciale.

## Récompenses
- Red dot award: Product design 2002 pour la famille de produit SERPO[2]
- Design Plus 2002 de l’International Forum Design IF pour la famille de produit SERPO[2]
- Internationalen Designpreis Baden-Württemberg 2003 pour le produit LEDIA LL[3]
- Innovationspreis 2010 der Sparkasse Schwarzwald-Baar pour le développement de module interchangeable de LED pour les éclairages extérieurs
- Internationalen Designpreis Baden-Württemberg 2009 pour le produit LEDIA FP [4]
- Red dot award: Product design  2011 pour le luminaire extérieur PASADENA [5]
- Red dot award: Product design  2011 pour le luminaire extérieur CAMPONE [5]